# Kangerluarsorujak

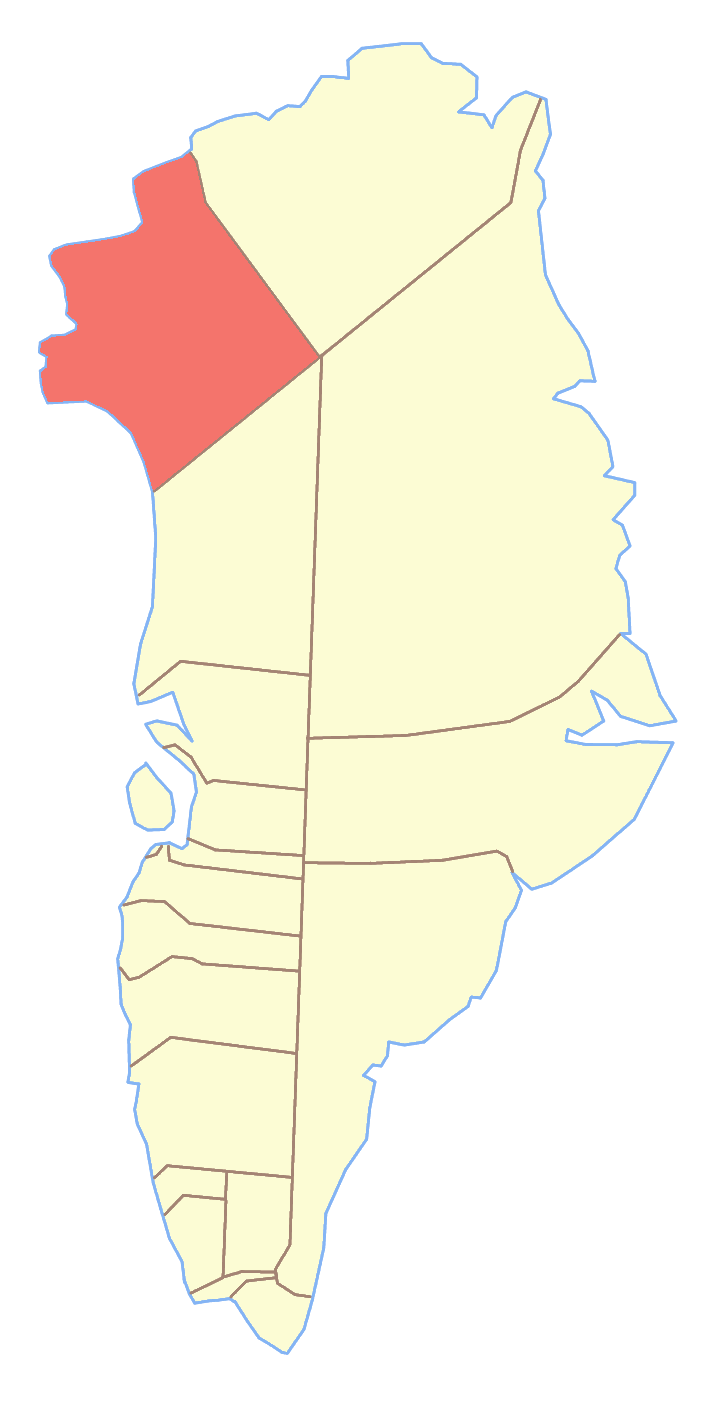
Ex comune di Qaanaaq, dove si trovava il Kangerluarsorujak

Il Kangerluarsorujak (danese Orlik Fjord) è un fiordo della Groenlandia di 80 km. Si trova a 77°12'N 67°35'O; appartiene al comune di Avannaata.